# Marie d'Heures
Marie d'Heures, pseudonyme de Clotilde Marie Paban, née 12 juin 1786 à Paris et morte le 18 décembre 1845  à Paris est une écrivaine française.

## Biographie
Clotilde Marie Paban, née à Paris en 1786, est l'épouse (et la cousine) de Jacques Collin de Plancy. Elle a publié sous le nom de Marie d'Heures.

## Famille
Sa sœur, Gabrielle Paban, a publié des ouvrages sous les pseudonymes Gabrielle de Paban, Gabrielle de P***. 

## Œuvres
- avec Renée Roger, Adieu, suivi de Trois époques de la vie d'un jeune homme, Pollet, 1824 ; traduction en allemand par Laurids Kruse, Klein, 1826, sous le titre Lebewohl[4]
- Jane Shore, J.-N. Barba, 1824 lire en ligne sur Gallica
- Le désert dans Paris, Pollet, 1824 lire en ligne sur Gallica
- Un homme, Bohaire, 1832 lire en ligne sur Gallica

### Traductions
- Amelia Opie, Madeline, ou les Mémoires d'une jeune écossaise, 1822 (avec Anne-Alexandrine Aragon, pseudonyme de Renée Roger)
- Adolf Müllner, Le bourreau de Drontheim, ou La nuit du 13 décembre, traduit de l'allemand, avec un appendice par Jacques Collin de Plancy, Pollet, 1825 lire en ligne sur Gallica
- Ziya' al-Din Nakhshabi (en), Les Trente Cinq Contes d'un perroquet, ouvrage publié à Calcutta en persan et traduit en anglais, traduit de la version anglaise de Francis Gladwin par Mme Marie d'Heures, P. Mougie aîné, 1826[5],[6]
- Les Mille et une nuits, contes arabes traduits en français par Galland. Nouvelle édition augmentée de plusieurs contes, t. VI, Édouard Gauttier d'Arc dir., contes traduits en français depuis la version anglaise de Jonathan Scott par Marie d'Heures et Renée Roger, A.-S. Collin de Plancy, 1823, p. 116-422 lire sur Google Livres